# Cluster maritime de Finlande
Le Cluster maritime de Finlande (finnois : Meriklusteri) est un cluster de sociétés de l'industrie navale en Finlande fondé en 1994.
Le programme a pris fin en 2013

## Présentation
Il fait partie du programme des centres d'expertise de Finlande.
Il comprend  2 900 entreprises et 43 000 employés